# Licinius Clemens
Licinius Clemens (sein Praenomen ist nicht bekannt) war ein im 2. Jahrhundert n. Chr. lebender Angehöriger des römischen Ritterstandes (Eques).
Durch zwei Inschriften, die beim Kastell Magnis gefunden wurde, ist belegt, dass Clemens um 163/166 Präfekt der Cohors I Hamiorum war, die zu diesem Zeitpunkt in der Provinz Britannia stationiert war.